# Cantharellus pusio
Cantharellus pusio är en svampart som beskrevs av Berk. 1856. Cantharellus pusio ingår i släktet Cantharellus och familjen kantareller.   Inga underarter finns listade i Catalogue of Life.